# Puchlaki
Puchlaki (biał. Пухлякі, ros. Пухляки) – wieś na Białorusi, w obwodzie mińskim, w rejonie mińskim, w sielsowiecie Szerszuny.
W czasach Rzeczypospolitej ziemie te leżały w województwie mińskim. Odpadły od Polski w wyniku II rozbioru. W granicach Rosji wieś należała do ujezdu wilejskiego w guberni wileńskiej. Ponownie pod polską administracją w latach 1919–1920 w okręgu wileńskim Zarządu Cywilnego Ziem Wschodnich.
17 lipca 1919 we wsi, w walkach z bolszewikami, poległ podchorąży Władysław Krzyżanowski.